# Ларошфуко
Ларошфуко́ (фр. La Rochefoucauld), старинный французский аристократический род из провинции Пуату. Основатель — Фуко де Ла Рош — по семейным преданиям, внук Юга II де Лузиньяна. Принцы де Марсийак с 1500, графы с 1515, герцоги и пэры Франции с 1622. Старшая линия пресеклась в мужском колене в 1762 со смертью герцога Александра де Ларошфуко (правнука писателя, герцога Франсуа VI). Титул отошёл к его дочери Мари (1718—1789), которая была замужем за своим дальним родственником Луи-Франсуа-Арманом де Ларошфуко, герцогом д’Эстиссак. От них происходят нынешние Ларошфуко.

## Графы де Ларошфуко
- Франсуа I (1450—1516), сын Жана I де Ларошфуко[фр.], барон де Ларошфуко (1472—1515), граф де Ларошфуко (1515—1517)
- Франсуа II (1494—1533), сын предыдущего, принц де Марсийак (1500—1533), граф де Ларошфуко (1517—1533)
- Франсуа III (1521—1572), сын предыдущего, граф де Ларошфуко (1533—1572), граф де Руси (1557—1572))
- Франсуа IV (1554—1591), сын предыдущего, граф де Ларошфуко (1572—1591)
- Франсуа V (1588—1650), сын предыдущего, граф де Ларошфуко (1591—1622), I герцог де Ларошфуко и пэр Франции (1622—1650)

## Герцоги де Ла Рошфуко

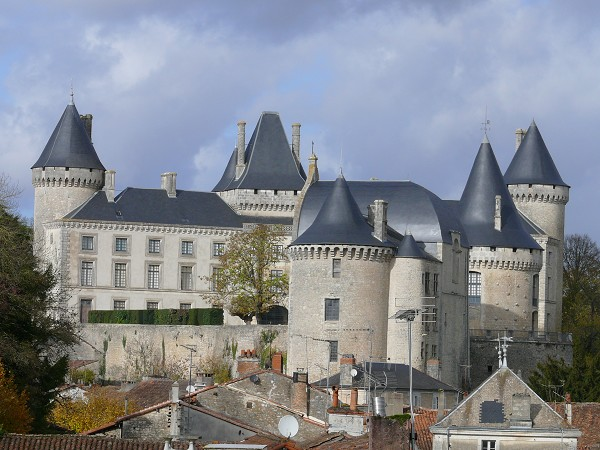
Замок Вертёй (Шаранта) — главная резиденция герцогов де Ларошфуко

- Франсуа V р. 1588, сын Франсуа IV, граф де Ла Рошфуко 1591—1622, 1 герцог де Ла Рошфуко и пэр Франции 1622—1650;
- Франсуа VI р. 1613, сын предыдущего, 2 герцог де Ла Рошфуко и пэр Франции 1650—1671, ум.1680;
- Франсуа VII р. 1634, сын предыдущего, 3 герцог де Ла Рошфуко и пэр Франции 1671—1713, ум.1714;
- Франсуа VIII р. 1663, сын предыдущего, герцог де Ла Рошгийон 1679—1713, 4 герцог де Ла Рошфуко и пэр Франции 1713—1728;
- Александр р. 1690, сын предыдущего, герцог де Ла Рошгийон 1713—1730, 1731—1762, 5 герцог де Ла Рошфуко и пэр Франции 1728—1762;
- Луи Александр р. 1743, сын Жана Батиста д’Анвиль, 2 герцог д’Анвиль 1745—1792, 6 герцог де Ла Рошфуко и пэр Франции 1769—1792, герцог де Ла Рошгийон 1769—1792;
- Франсуа XII р. 1747, герцог де Лианкур 1758—1792, 7 герцог де Ла Рошфуко, 3 герцог д’Анвиль 1792—1827, герцог д’Эстиссак 1793—1827, пэр Франции 1814—1817, герцог—пэр Франции 1817—1827;
- Франсуа XIII р. 1765, сын предыдущего, 8 герцог де Ла Рошфуко и герцог—пэр Франции, 4 герцог д’Анвиль 1827—1848, герцог д’Эстиссак 1827—1840;
- Франсуа XIV р. 1794, сын предыдущего, 9 герцог де Ла Рошфуко и герцог—пэр Франции, 5 герцог д’Анвиль 1848—1875;
- Франсуа XV р. 1818, сын предыдущего, 10 герцог де Ла Рошфуко и герцог—пэр Франции, 6 герцог д’Анвиль 1875—1879;
- Франсуа XVI р. 1853, сын предыдущего, 11 герцог де Ла Рошфуко и герцог—пэр Франции, 7 герцог д’Анвиль 1879—1925;
- Габриэль р. 1854, 12 герцог де Ла Рошфуко и герцог—пэр Франции, 8 герцог д’Анвиль 1925—1926;
- Жан р.1887, сын предыдущего, 13 герцог де Ла Рошфуко и герцог—пэр Франции, 9 герцог д’Анвиль 1926—1970;
- Франсуа XVIII р. 1920, сын предыдущего, 14 герцог де Ла Рошфуко и герцог—пэр Франции, 10 герцог д’Анвиль 1970—2011;
- Франсуа XIX р.1958, сын предыдущего, 15 герцог де Ла Рошфуко и герцог—пэр Франции, 11 герцог д’Анвиль 2011—;
- Франсуа XX р.1984, сын предыдущего, герцог де Лианкур 2011—, наследник

- граф Ларошфуко, Робер де (1929—2012) также принадлежит к этой ветви.

## Герцоги де Ла Рошгийон

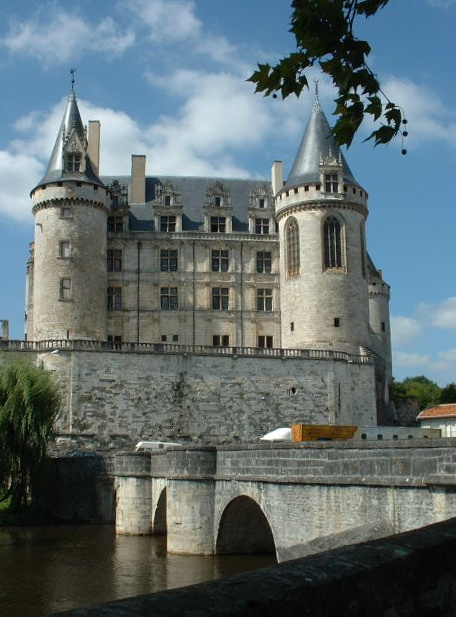
Замок Ларошфуко (Шаранта) — фамильное гнездо.

- Франсуа VIII, р.1663, сын Франсуа VII, герцог де Ла Рошгийон 1679—1713, 4 герцог де Ла Рошфуко и пэр Франции 1713—1728
- Александр, р.1690, сын Франсуа VIII, герцог де Ла Рошгийон 1713—1730, 1731—1762, 5 герцог де Ла Рошфуко и пэр Франции 1728—1762
- Гюи, р.1698, сын Франсуа VIII, герцог де Ла Рошгийон 1730—1731
- Луи Александр, р.1743, сын Жана Батиста д’Анвиль, 2 герцог д’Анвиль 1745—1792, 6 герцог де Ла Рошфуко и пэр Франции 1769—1792, герцог де Ла Рошгийон 1769—1792
- Альфред, р.1819, сын Франсуа XIV, герцог де Ла Рошгийон 1820—1883
- Пьер, р.1853, сын Альфреда, герцог де Ла Рошгийон 1883—1930
- Жильбер, р.1889, сын Пьера, герцог де Ла Рошгийон 1930—1964
- Альфред, р.1928, сын Жильбера, герцог де Ла Рошгийон 1964—2013
- Гюи Антуан, р.1958, сын Альфреда, герцог де Ла Рошгийон 2013—

## Бароны, маркизы и герцоги д’Эстиссак
- Бенжамэн, сын Франсуа IV де Ла Рошфуко, барон д’Эстиссак;
- Франсуа, сын Бенжамэна, барон д’Эстиссак, маркиз д’Эстиссак;
- Луи, р.1695, сын Шарля де Бланзака, маркиз де Лианкур, герцог д’Эстиссак 1737—1793;
- Франсуа XII, р.1747, сын Луи, герцог де Лианкур 1758—1792, 7 герцог де Ла Рошфуко 1792—1827, герцог д’Эстиссак 1793—1827, пэр Франции 1814—1817, герцог—пэр Франции 1817—1827;
- Франсуа XIII, р.1765, сын Франсуа XII, 8 герцог де Ла Рошфуко и герцог—пэр Франции 1827—1848, герцог д’Эстиссак 1827—1840;
- Жюль, р.1796, сын Александра де Ла Рошфуко, герцог д’Эстиссак 1840—1856;
- Роже, р.1826, сын Жюля, герцог д’Эстиссак 1856—1889;
- Александр, р.1854, сын Роже, герцог д’Эстиссак 1889—1930;
- Луи Франсуа, р.1885, сын Александра, герцог д’Эстиссак 1930—1950;
- Александр, р.1917, сын Луи Франсуа, герцог д’Эстиссак 1950—2008;
- Пьер-Луи, р. 1947, сын Александра, герцог д’Эстиссак 2008—;

## Князь и граф де Ла Рошфуко
- Эмери, р.1843, сын Ипполита де Ла Рошфуко, князь и граф де Ла Рошфуко 1909—1928
- Жюль, р.1857, сын Артюра де Ла Рошфуко, князь и граф де Ла Рошфуко 1909—1945
- Габриэль, р.1875, сын Эмери, князь и граф де Ла Рошфуко 1928—1942
- Эмманюэль, р.1883, сын Жюля, князь и граф де Ла Рошфуко 1945—1974

## Графы де Руси
- 1557—1572: Франсуа III (род. 1525), сын Франсуа II, графа де Ла Рошфуко (1533—1572)
- 1572—1589: Жосс, сын Франсуа III
- 1589—1605: Шарль (род. 1560), сын Франсуа III
- 1605—1680: Франсуа I (род. 1603), сын Шарля
- 1680—1690: Фредерик (род. 1632), сын Франсуа I
- 1690—1721: Франсуа II (род. 1660), сын Фредерика
- 1721—1725: Франсуа III (род. 1689), сын Франсуа II

## Герцоги д’Анвиль
- Жан Батист р.1707, сын Луи де Руа, 1 герцог д’Анвиль 1732—1745
- Луи Александр р.1743, сын Жана Батиста, 2 герцог д’Анвиль 1745—1792, 6 герцог де Ла Рошфуко и пэр Франции 1769—1792, герцог де Ла Рошгийон 1769—1792

## Сиры, графы и герцоги де Рандан
- Шарль р.1525, сын Франсуа II де Ла Рошфуко, сир де Рандан 1554—, граф де Рандан —1562
- Жан Луи р.1556, сын Шарля, граф де Рандан 1562—1590
- Франсуа р.1556, сын Шарля, епископ Клермона 1585—1622, кардинал—пресвитер 1607—1610, кардинал—пресвитер ди Сан Каллисто 1610—1645, великий исповедник Франции 1618—1632, шеф-министр Государства 1622—1624
- Мари Катрин р.1588, дочь Жана Луи, в замужестве маркиза де Сеннесе 1607—1677, герцогиня де Рандан и пэр Франции 1661—1677

## Герцоги де Дудовиль
- Амбруаз Поликарп р.1765, сын Жана Франсуа де Ла Рошфуко, 1 герцог де Дудовиль и гранд Испании 1782—1841, пэр Франции 1814—1817, герцог—пэр Франции 1817—1841
- Состэн I р.1785, сын Амбруаза Поликарпа, 2 герцог де Дудовиль, герцог—пэр Франции и гранд Испании 1841—1864[1]
- Станислас р.1822, сын Состэна I, 3 герцог де Дудовиль, герцог—пэр Франции и гранд Испании 1864—1887
- Состэн II р.1825, сын Состэна I, герцог ди Бизаччиа 1853—1908, 4 герцог де Дудовиль, герцог—пэр Франции и гранд Испании 1887—1908
- Арман р.1870, сын Состэна II, герцог д’Эстре 1907—1963, 5 герцог де Дудовиль, герцог—пэр Франции и гранд Испании 1908—1963
- Состэн III р.1897, сын Армана, 6 герцог де Дудовиль, герцог—пэр Франции и гранд Испании, герцог д’Эстре 1963—1970
- Арман р.1902, сын Армана, 7 герцог де Дудовиль, герцог—пэр Франции и гранд Испании, герцог д’Эстре 1970—1995

## Герцоги ди Бизаччиа
- Состэн II р.1825, сын Состэна I, герцог ди Бизаччиа 1853—1908, 4 герцог де Дудовиль, герцог—пэр Франции и гранд Испании 1887—1908
- Эдуард р.1874, сын Состэна II де Дудовиль, герцог ди Бизаччиа 1908—1968

## Герцоги д’Эстре
- 1892—1907: Шарль Мари де Ларошфуко (1863—1907), 1-й герцог д’Эстре, старший сын Состена II де Ларошфуко (1825—1908), 4-го герцога де Дудовиля
- 1907—1963: Арман Франсуа Жюль Мари де Ларошфуко (1870—1963), 5-й герцог де Дудовиль и 2-й герцог д’Эстре, младший брат предыдущего
- 1963—1970: Состен III де Ларошфуко (1897—1970), 6-й герцог де Дудовиль и 3-й герцог д’Эстре, старший сын предыдущего
- 1970—1995: Арман Шарль Франсуа Мари де Ларошфуко (1902—1995), 7-й герцог де Дудовиль и 4-й герцог д’Эстре, младший брат предыдущего
- 1995 — настоящее время: Арман Состен де Ларошфуко (род. 23 декабря 1944), 8-й герцог де Дудовиль и 5-й герцог д’Эстре, единственный сын предыдущего.